# آلشوموچولاد
آلشوموچولاد (به مجاری:  Alsómocsolád) یک سکونتگاه مسکونی در مجارستان است که در بارانیا واقع شده‌است.